# Teatr na Vinohradach

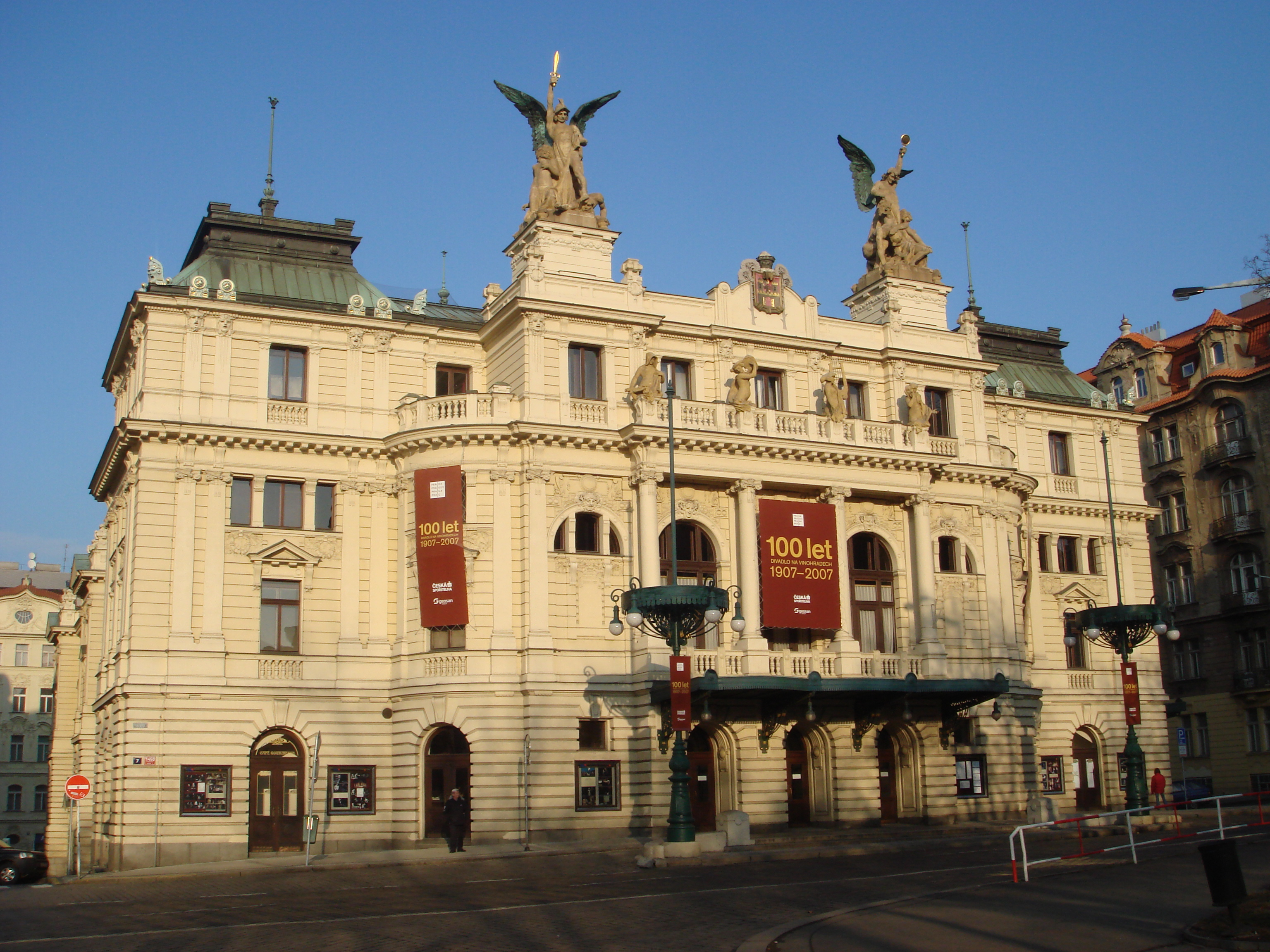
Teatr na Vinohradach

Teatr na Vinohradach (cz. Divadlo na Vinohradech) – teatr w Pradze, w dzielnicy Vinohrady. 
Budowa zaczęła się 27 lutego 1905. Był to niegdyś teatr Armii Czechosłowackiej (wiosna 1950 do stycznia 1966). Znajduje się w nim kurtyna z malowidłem nagiej muzy autorstwa Vladimíra Županskýego. 
Podczas aksamitnej rewolucji, w nocy z 19 na 20 listopada 1989 aktorka Vlasta Chramostová zapytała tłum słowami: „Jeśli nie teraz, to kiedy? Jeśli nie my, to kto?” (parafraza słów Michaiła Gorbaczowa).